# Macrocoma djurdjurensis
Macrocoma djurdjurensis é uma espécie de escaravelho de folha da Argélia, descrito por em Andrzej Warchałowski [pl] 2001.